# Ain Hawr
Ain Hawr sau Ain Hur în (arabă: عين حور) este un sat sirian în Districtul Al-Zabadani din Guvernoratul Rif Dimashq. Potrivit Biroului Central de Statistică din Siria (CBS), Ain Hawr avea o populație de 1.974 de locuitori la recensământul din 2004. Locuitorii săi sunt predominant musulmani sunniți.